# Kottershof
Kottershof je zaniklá osada, která stávala na severu Doupovských hor, severovýchodně od zaniklé obce Tocov ve vojenském újezdu Hradiště v okrese Karlovy Vary v Karlovarském kraji.

## Název
Název osady je odvozen od příjmení Kotter, které má původ ve středněhornoněmckém slově koter (baráčník, domkář). Původní přípona dorf byla po zániku vesnice a založení hospodářského dvora nahrazena příponou hof. Název se v historických pramenech objevuje ve tvarech: Koterstorf (1545), kottersdorff (1528), Chotersstorff (1546), Kvtersdorff (1563), Kottersdorf (1607), Gottersdorff (1631), Kottersdorf (1705), Koteschof a Kotershof (1785), Gottershof (1787) a Göttershof nebo Kottershof (1846).

## Historie

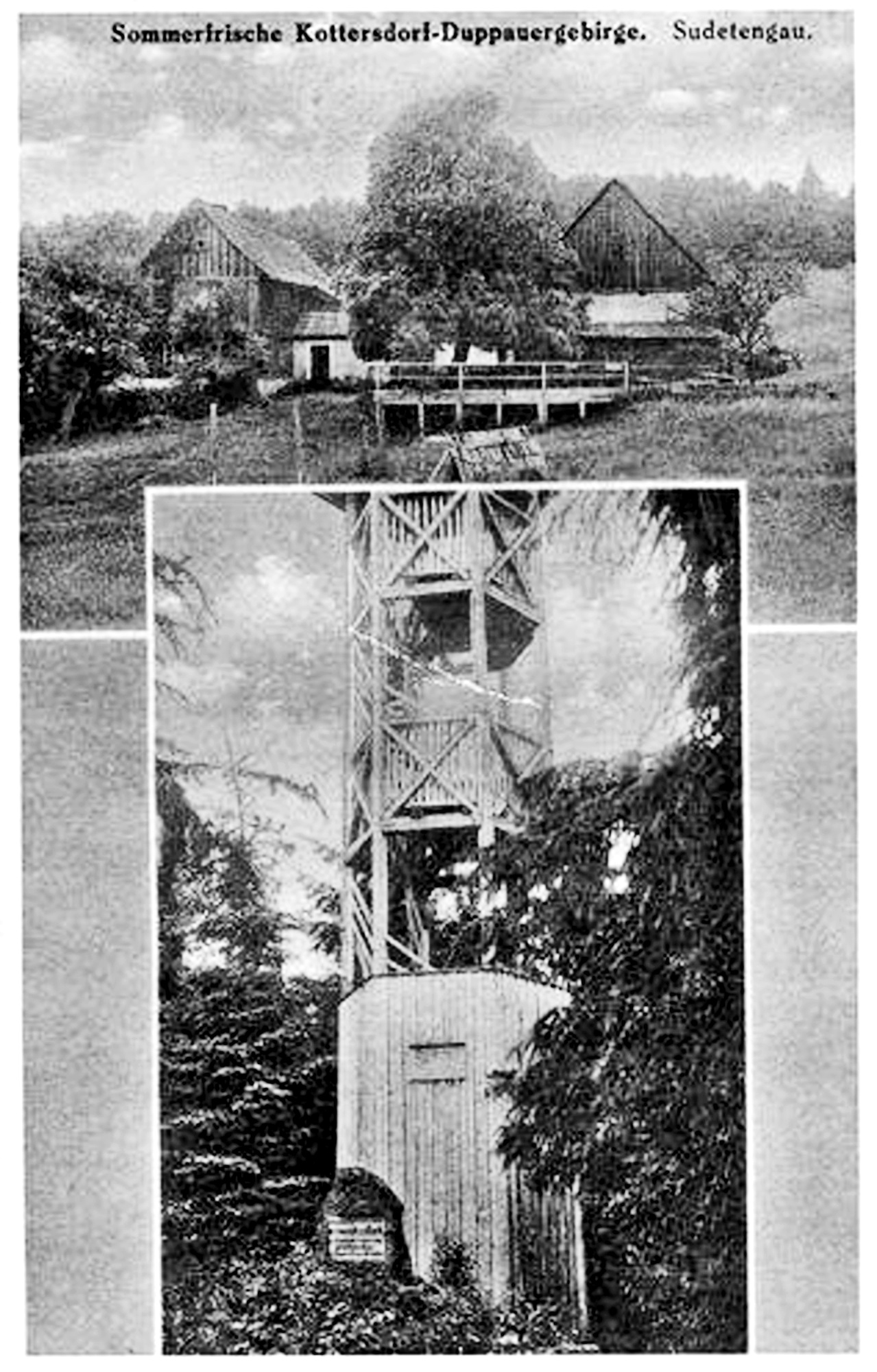
Pohlednice z Kottershofu: oblíbená výletní restaurace a místní rozhledna

V minulosti stávala na místě osady obec, která je v roce 1546 uváděna pod názvem Chottersdorf jako součást doupovského panství. V této době ji spolu s Tocovem, Petrovem a částí Doupova od Mašťovských odkoupil Hugo z Leisneku. 
Další zmínka o obci pochází z roku 1563. Na počátku 17. století vesnice zanikla, pravděpodobně v důsledku třicetileté války. Někdy ve druhé polovině 18. století byl na jejím místě vystavěn poplužní dvůr Kottersdorf a několik domků. Ačkoliv dvůr spadal pod Tocov, tak domky již pod Tunkov. Roku 1787 jsou osada a poplužní dvůr Gottershof zmiňovány Schallerem jako součást Tunkova v kláštereckého panství. V letech 1868–1908 došlo k připojení Tunkova a Kottershofu k Martinovu, následně se Kottershof stal osadou osamostatněného Tunkova. Místní děti ovšem chodily do školy v Tocově. 
O víkendech osadu často s oblibou navštěvovali obyvatelé Tunkova. Stával zde výletní hostinec Jägerheim, který vlastnil Rudolf Klotz z Tunkova. Po první světové válce u něho přibyl taneční parket. Roku 1930 je zde uváděno 19 stálých obyvatel. Posledním vlastníkem poplužního dvora byl Josef Tobisch, kterého spolu s manželkou a bratrem dne 2. června 1945 Češi zastřelili. V této době byla také zastřelena rodina Sacherů a dne 5. června 1945 majitel hostince Rudolf Klotz. Na počátku padesátých let 20. století se osada stala součástí Vojenského újezdu Hradiště, a byla zbořena.